# HMS Agamemnon (1906)
El HMS Agamemnon fue un acorazado de la clase Lord Nelson, botado en 1906 y completado en 1908 a un coste de £ 1 652 347.

## Historial
En el inicio de la Primera Guerra Mundial, el HMS Agamemnon formó parte del 5.° Escuadrón de Batalla, con base en el canal. En febrero de 1915, fue transferido al mar Mediterráneo en ayuda de la campaña de Dardanelos.
El parte oficial del Almirantazgo del 9 de marzo relataba lo siguiente con relación al buque en aquellos días:

«El día 5 el Triumph, el Occean [sic] y el Albion penetraron en el estrecho y atacaron el fuerte número 8 [Dardanus] y las baterías de Roca Blanca. Los morteros y las piezas de campaña de los fuertes contestaron.» [...]
«El día 6, el Queen Elizabeth, sostenido por el Agammenon y el Occean [sic], comenzó el ataque del fuerte Hamidié-Tabia, defendido por dos piezas de 14 pulgadas y siete de 4, y del fuerte Hamidié III, al que defendían dos piezas de 14 pulgadas, una de 9-4, una de 8-2 y cuatro de 5-9»
Parte oficial del Almirantazgo británico del 9 de marzo de 1915

El Agamemnon participó en el ataque general del 18 de marzo de 1915 en los Dardanelos, que no alcanzó los resultados deseados para el bando aliado. Del periplo del Agamemnon aquel 18 de marzo, el parte oficial del Almirantazgo del día posterior relataba lo siguiente:

«A las diez y cuarenta y cinco minutos de la mañana, el Queen Elizabeth, el Agamennon, el HMS Inflexible y el Lord Nelson bombardearon los fuertes de Kilid-Bahr y Tchanak, mientras que el Triumph y el Prince George cañoneaban las baterías de Naher-Guyan, Deguirmen-Burn, Hamidié y Sultanié.»[...]
«A las doce y veintidós, el Suffren, el Gaulois, el Charlemagne y el Bouvet, se internaron en los Dardanelos y atacaron los fuertes de alcance pequeño, respondiéndoles vigorosamente los anteriormente citados de Kilid-Bahr y Tchanak.»
«Los diez acorazados aliados fueron alcanzados por los proyectiles enemigos, pero redujeron los fuertes al silencio.»
«A la una y veinticinco minutos de la tarde cesó el fuego en todos los frentes.»
«El Vengeance, el Irresistible, el Occean [sic], el Swiftsure y el Majestic se lanzaron hacia el interior del estrecho para reemplazar a los acorazados averiados.»
Parte oficial del Almirantazgo británico del 19 de marzo de 1915

El 2 de diciembre de 1915 participó en la destrucción del puente Kavak y el 5 de mayo de 1917 derribó sobre Salónica junto al torpedero TB18 al Zeppelin del ejército alemán LZ85. El 30 de octubre de 1918 el Imperio Otomano firmó el armisticio de Mudros a bordo de esta nave. 

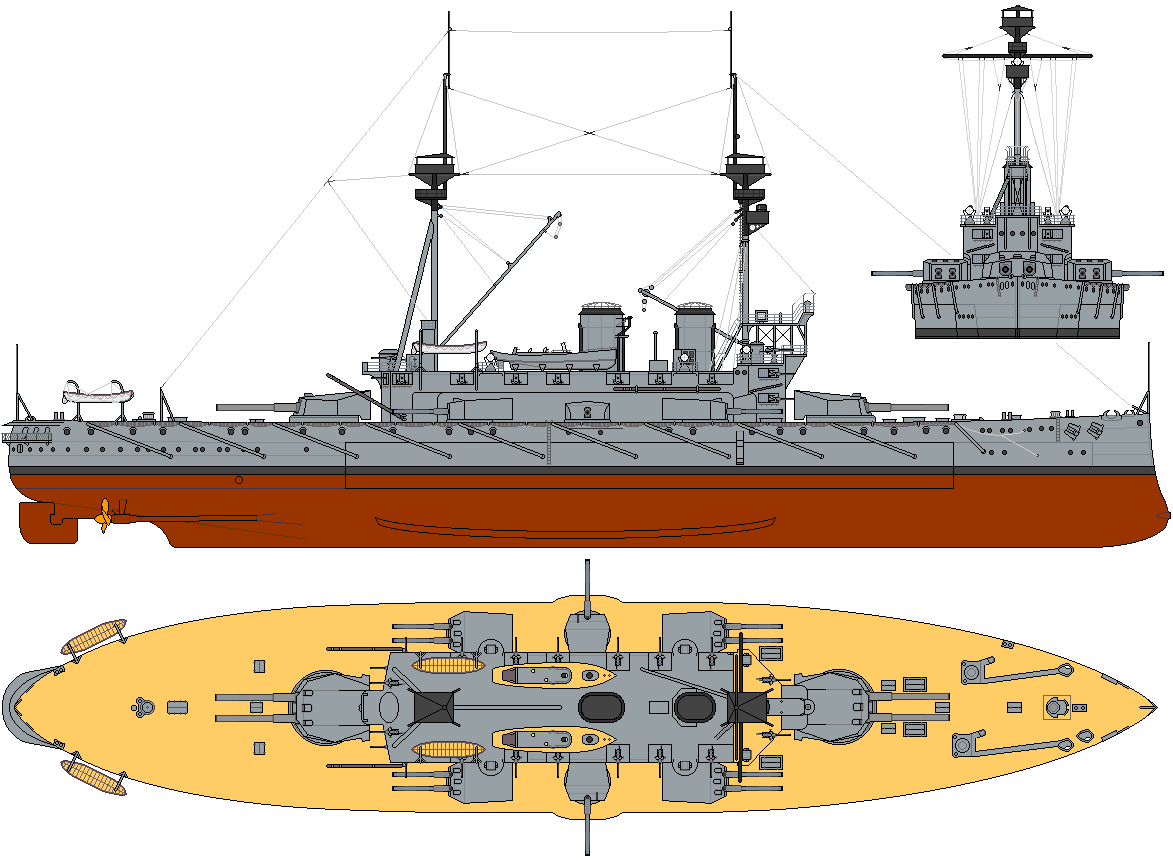
vistas del HMS Agamemnon.

Desde junio de 1919 a julio de 1921, el HMS Agamemnon fue convertido en los astilleros Chatham en un buque dirigido por control remoto y utilizado desde ese momento como objetivo hasta 1926. Fue vendido a Cashmore (Newport) el 24 de enero de 1927 para desguace.